# Doina Petrescu
Doina Petrescu (* 1960) ist eine rumänische Architektin und Forscherin.

## Leben und Werk
Petrescu wuchs in Rumänien auf und studierte dort Architektur. Ein Studium der Philosophie bei Jacques Derrida an der École des Hautes Études en Sciences Sociales in Paris schloss sie an. Den Ph.D. für Frauenforschung erlangte sie an der Universität Paris VIII bei Hélène Cixous.
Petrescu lehrte an der Architectural Association School of Architecture, der Iowa State University, der École nationale supérieure d'architecture de Paris-Malaquais und der Universität für Architektur und Stadtplanung Ion Mincu in Bukarest. Petrescu war von 2014 bis 2015 Gastprofessorin für Städtebau an der Harvard Graduate School of Design. Sie ist seit 2001 Professorin für Architektur und Designaktivismus an der Sheffield School of Architecture.
Doina Petrescu gründete zusammen mit Constantin Petcou das Atelier d’Architecture Autogérée (AAA), bei dem Anwohner an Selbstverwaltungsprojekten in ihrer Nachbarschaft beteiligt sind. Das AAA wurde mit zahlreichen Preisen ausgezeichnet.
Seit 2001 arbeitet Petrescu zusammen mit Alejandra Riera. Gemeinsam stellten sie 2002 auf der Documenta11 in Kassel aus.